# Гејзер
Гејзер (енгл. Geyser) или гејзир (исл. Geysir) назив је за посебни тип термалних извора који повремено избацује млаз вреле воде у висину. Реч потиче од назива првог континенталним Европљанима познатог исландског гејзера — Гејсира. Тај назив, пак, потиче од глагола гејса (исл. geysa) у значењу куљати, шикљати, брзо истицати. Корен речи је из старонордијског.
Температура воде у гејзерима је око 80°C, а у дубини пукотине из које избијају и до 140°C. Начин избијања воде описује се као водоскок у одређеним временским интервалима. Тај интервал се креће од неколико минута до неколико дана.
Гејзери се налазе на местима са вулканском активношћу у прошлости, али и на тренутно вулканско-сеизмички активним локацијама. Највише их има на Исланду, Северној Америци и Новом Зеланду. Најпознатији су новозеландски Вајмангу, активан до 1904, а који је једном приликом избацио стуб вреле воде висок 457m и тежак 800t, као и Стари Верни у америчком националном парку Јелоустоун, у којем се иначе налази око 3.500 оваквих извора вреле воде.
У Србији је одмориште Сијаринска бања (у истоименом градском насељу) познато по гејзеру са минералном и топлом водом. У питању је јединствена туристичка и геолошка појава, првенствено због свог случајног настанка. Сијарински гејзер није природан, већ је настао приликом истражних бушења новембра 1954. године. Тада је наједном избио термоминерални стуб висок 8m. Тренутна издашност овог извора је 3-5l/s воде температуре 68°C. Постоји и гејзер на обронцима Копаоника висине око 10m.

## Етимологија
Израз 'гејзeр' на енглеском датира из касног 18. века и потиче од Geysir, који је гејзeр на Исланду. Његово име значи „онај који шикља”.

## Форма и функција
Гејзери су несталне геолошке карактеристике. Гејзири су генерално повезани са вулканским подручјима. Како вода кључа, резултујући притисак тера прегрејану колону паре и воде на површину кроз унутрашње водоносеће отворе гејзира. Формирање гејзира специфично захтева комбинацију три геолошка услова који се обично налазе на вулканском терену: интензивна топлота, вода и водоводни систем.
Топлота потребна за формирање гејзира долази од магме која треба да буде близу површине земље. Да би загрејана вода формирала гејзир, потребан је водоводни систем (састављен од ломова, пукотина, порозних простора, а понекад и шупљина). Ово укључује резервоар за држање воде док се загрева. Гејзири су углавном поређани дуж раседа.

## Ерупције
Активност гејзира, као и све активности топлих извора, узрокована је површинском водом која постепено продире кроз земљу све док се не сретне са стеном загрејаном магмом. У нееруптивним топлим изворима, геотермално загрејана вода се затим диже назад ка површини конвекцијом кроз порозне и напукнуте стене, док се у гејзирима вода уместо тога експлозивно изгурује нагоре услед високог притиска који се ствара када вода кључа испод. Гејзири се такође разликују од топлих извора без ерупције по својој подземној структури; многи се састоје од малог отвора на површини повезаног са једном или више уских цеви које воде до подземних резервоара воде и стене која је непропусна.
Како се гејзир пуни, вода на врху стуба се хлади, али због ускости канала, конвективно хлађење воде у резервоару је немогуће. Хладнија вода изнад притиска топлију воду испод, попут поклопца експрес лонца, дозвољавајући води у резервоару да постане прегрејана, односно да остане течна на температурама знатно изнад тачке кључања стандардног притиска.
На крају, температуре у близини дна гејзира расту до тачке где почиње кључање, што приморава мехуриће паре да се подигну до врха стуба. Док се пробијају кроз отвор гејзира, нешто воде се прелива или прска, смањујући тежину стуба, а тиме и притисак на воду испод. Са овим слабљењем притиска, прегрејана вода се претвара у пару, бурно кључајући у колони. Настала пена паре и топле воде која се шири затим прска из отвора гејзира.

## Општа категоризација
Постоје две врсте гејзира: фонтански гејзири који избијају из водених базена, типично у серији интензивних, чак и насилних прасака; и конусни гејзири који избијају из конуса или хумки силицијумског сталактита (укључујући гејзерит), обично у сталним млазовима који трају од неколико секунди до неколико минута. Стари Верни, можда најпознатији гејзир у Националном парку Јелоустоун, је пример гејзира у облику купа. Велики гејзир, највиши предвидљиви гејзир на земљи, (иако је Гејзир на Исланду виши, није предвидљив), такође у Националном парку Јелоустоун, је пример фонтанског гејзера.
Постоји много вулканских подручја на свету са врелим изворима, блатњацима и фумаролама, али постоји врло мали број гејзире који еруптирају. Главни разлог њихове реткости је што се више интензивних пролазних сила мора појавити истовремено да би гејзир постојао. На пример, чак и када постоје други неопходни услови, ако је структура стена лабава, ерупције ће еродирати канале и брзо уништити све гејзире у настајању.
Гејзири су крхки феномени и ако се услови промене, могу да успавају или изумру. Многи су уништени једноставно тако што су људи бацали крхотине у њих, док су други престали да избијају због исушивања геотермалних покретача. Међутим, Гејзир на Исланду је имао периоде активности и мировања. Током дугог периода мировања, ерупције су понекад биле вештачки изазване - често у посебним приликама - додавањем сурфактанта у воду.